# Etulo-Idoma jezici
Etulo-Idoma jezici (privatni kod: etid), skupina od (6) nigersko-kongoanskih jezika iz Nigerije koja se satoji od dvije podskupine i čini dio šire skupine akweya. Predstavnici su:
a. Etulo (1): etulo;
b. Idoma (5): agatu, alago, idoma, igede, yala;

## Vanjske poveznice
- Ethnologue (14th)
- Ethnologue (15th)